# محمدرضا خباز
محمدرضا خباز (۲۸ تیر ۱۳۳۳ در کاشمر – ۲۰ بهمن ۱۴۰۲ در کاشمر) آموزگار، سیاستمدار اصلاح‌طلب، هفدهمین استاندار سمنان در دولت یازدهم و نهمین استاندار خراسان شمالی در دولت دوازدهم بود. وی همچنین معاون امور تقنینی معاونت پارلمانی رئیس‌جمهور ایران بود. خباز در چهار دورهٔ چهارم، پنجم، ششم و هشتم به عنوان نمایندهٔ حوزه انتخابیه کاشمر، بردسکن و خلیل‌آباد در مجلس شورای اسلامی انتخاب گردید و پیش از انتخاب به‌عنوان استاندار سمنان قصد داشت در دهمین دوره انتخابات مجلس شورای اسلامی نیز شرکت کند. او از اعضای حزب اعتماد ملی بود.
وی در انتخابات ریاست‌جمهوری ایران (۱۳۸۸) از مهدی کروبی، نامزد عضو حزب اعتماد ملی حمایت کرد و در انتخابات ریاست‌جمهوری ایران (۱۳۹۲)، ابتدائاً از نامزدی احتمالی اکبر هاشمی رفسنجانی و سپس از حامیان حسن روحانی بود.

## دیدگاه‌ها
واکنش او به ردصلاحیتش در انتخابات مجلس شورای اسلامی (۱۴۰۳–۱۴۰۲) چنین بود: «وقتی دولت تصمیم می‌گیرد که نظامی‌ها را سرکار بیاورد، انتظار هم می‌رود که آن‌ها بر مبنای نگاه خودشان تأیید و رد صلاحیت‌ها را انجام دهند. یکی از بحث‌های همیشگی ما این است که: هرکسی را بهر کاری ساختند. اگر نظامیان در جایگاه سیاست‌مداران قرار گیرند نتیجه‌اش می‌شود این‌که نگاهشان به زیرمجموعه، ملت و کشور نگاه پادگانی است. نگاه آن‌ها جوری است که فکر می‌کنند افراد باید کاملاً مطیع باشند. من به‌عنوان فردی که قبل از انقلاب، در حین انقلاب، جنگ و بعد از جنگ در خدمت نظام بودم هرگاه انتقادی از دولت‌مردان داشتم صریحاً بیان می‌کردم و هیچ ابایی از آن نداشتم حتی در دولت مورد علاقه خودم که بیشترین نزدیکی را به آن داشتم؛ یعنی دولت خاتمی، هم از سه وزیر ایشان سؤال کردم و آن‌ها را به صحن مجلس بردم.»

## درگذشت

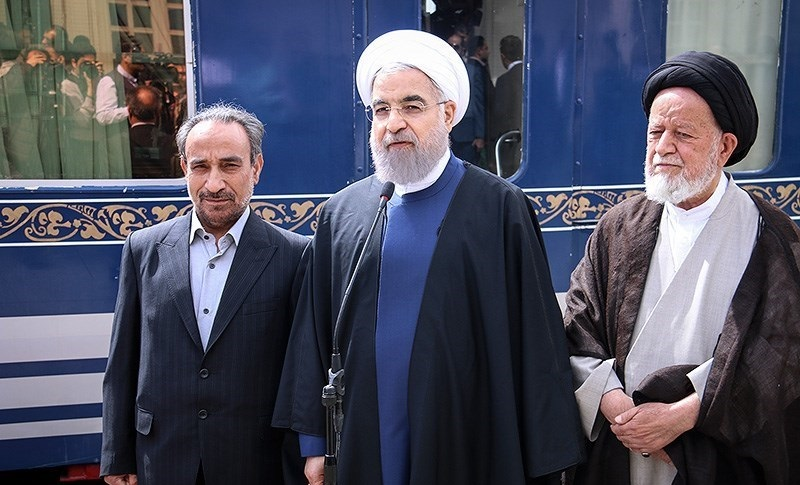
از سمت چپ: محمدرضا خباز، حسن روحانی و سید محمد شاهچراغی

خباز در ۲۰ بهمن ۱۴۰۲ خورشیدی بر اثر سکته قلبی در بیمارستان شهید مدرس کاشمر درگذشت.

### واکنش‌ها به درگذشت وی
- حسن روحانی: «درگذشت جناب آقای محمدرضا خباز موجب تأسف و تأثر فراوان شد. اینجانب فقدان این استاندار پرتلاش سمنان و خراسان شمالی در دولت‌های یازدهم و دوازدهم و از همکاران فعال و پرنشاط دولت تدبیر و امید، نماینده دلسوز و سخنور ادوار مجلس شورای اسلامی و از مسئولان خدوم کشور را به بازماندگان ایشان تسلیت عرض می‌کنم و از درگاه خداوند متعال برای ایشان علو درجات و همجواری با اولیای الهی و برای خانواده معزز آقای خباز صبر و سلامتی مسألت دارم.»[۱۰]
- عبدالرضا رحمانی فضلی: «با کمال تاسف و تأثر درگذشت ناگهانی مرحوم محمدرضا خباز استاندار اسبق دو استان سمنان و خراسان شمالی و از فعالان خوشنام و متواضع سیاسی کشور موجب حزن و اندوه اینجانب شد. از ویژگی‌های خاص آن مرحوم که در دوره چهارم مجلس شورای اسلامی با ایشان هم دوره و در خدمتشان بودم، جامع نگری مبتنی بر منافع ملی، انقلابیگری بر اساس اصول بنیادین انقلاب اسلامی، شجاعت و صراحت بود که نامی نیک و جاودان از آن مرحوم به یادگار گذاشت. درگذشت آن مرحوم را به خانواده محترم و مردم دیار کاشمر و همه دوستان ایشان تسلیت عرض نموده و از خداوند متعال غفران واسعه الهی را برای روح آن مرحوم خواستارم.»[۱۱]
- اسحاق جهانگیری: «درگذشته مدیر توانا، نماینده شجاع و سیاستمدار واقع‌نگر، برادر عزیزمان جناب آقای دکتر خباز موجب تأسف و تأثر گردید. این حادثه تلخ و نابهنگام را به خانواده محترم خباز و همکاران و دوستان ایشان و مردم شریف کاشمر تسلیت می‌گویم. ایشان انسانی مخلص، پاک‌دست، ساده‌زیست و مردم دوست بود. در مسئولیت‌های مختلف از نمایندگی مردم شریف کاشمر تا استانداری استان‌های سمنان و خراسان شمالی خدمات ارزنده‌ای از او به یادگار مانده است؛ یادش گرامی باد. از خداوند متعال برای آن مرحوم رحمت واسعه الهی و برای خانواده محترم ایشان و دیگر بازماندگان صبر و سلامتی مسألت می‌نمایم.»[۱۲]
- محمدباقر قالیباف: «درگذشت جناب آقای محمدرضا خباز نماینده ادوار چهارم، پنجم، ششم و هشتم مجلس شورای اسلامی از حوزه انتخابیه کاشمر، بردسکن وخلیل‌آباد و از خدمتگزاران باسابقه و مدیر توانمند عرصه‌های اجرایی موجب تاسف و تأثر گردید. ضمن عرض تسلیت به خانواده محترم، دوستان و آشنایان و سایربستگان، برای آن فقید سعید، رحمت‌واسعه و مغفرت‌الهی و برای بازماندگان صبر و اجر از درگاه خداوند متعال مسئلت می‌کنم.»[۱۳]
- جواد نیک‌بین: «خباز یک نماینده خدوم، پرتلاش و مردمی بود که پرکاری ایشان زبانزد مردم بود.»[۱۴]
- آذر منصوری: «جناب آقای الیاس حضرتی، دبیرکل محترم حزب اعتماد ملی ضایعه درگذشت جناب آقای دکتر محمد خباز را به جنابعالی و اعضای محترم حزب اعتماد ملی تسلیت می‌گویم. از خداوند بزرگ برای آن مرحوم، رحمت و غفران الهی و برای جنابعالی، خانواده و همه بستگان سوگوار ایشان صبر و اجر مسئلت دارم.»[۱۵]
- غلام‌حیدر ابراهیم بای سلامی: «او افتخار مجلس ایران و خراسان است، صدای او به اصلاح و تدبیر و تعقل در کشور بلند بود.»[۱۶]

### مراسم تشییع
مراسم تشییع جنازه خباز در ۲۳ بهمن ۱۴۰۲، ساعت ۹ صبح از حسینیه ابوالفضلی کاشمر به سمت آرامگاه سید حسن مدرس برگزار شد و پیکر او در جوار آرامگاه سید حسن مدرس به‌خاک سپرده گشت. در مراسم تشییع او مسئولان، نیروهای نظامی و انتظامی و برخی چهره‌های مطرح سیاسی از جاهای مختلف ایران شرکت کردند. مردم کاشمر فروشگاه‌ها خود را به‌احترام او تعطیل نموده و جنازه خباز را حمل کردند.